# James Fergusson (arkeolog)

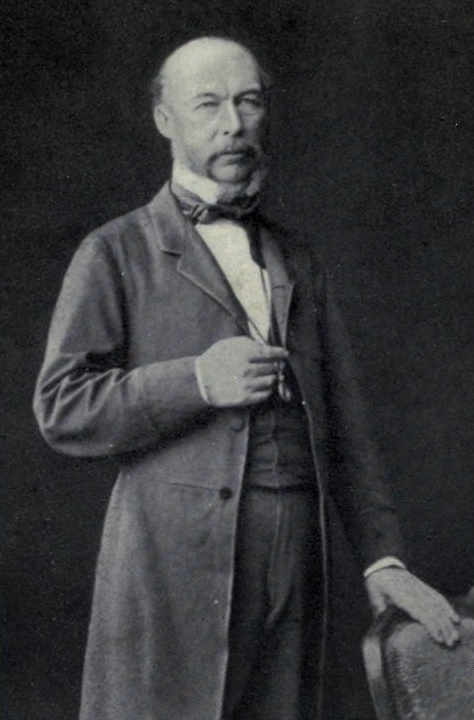
James Fergusson.

James Fergusson, född den 22 januari 1808, död den 9 januari 1886 i London,  var en skotsk arkeolog och skriftställare.

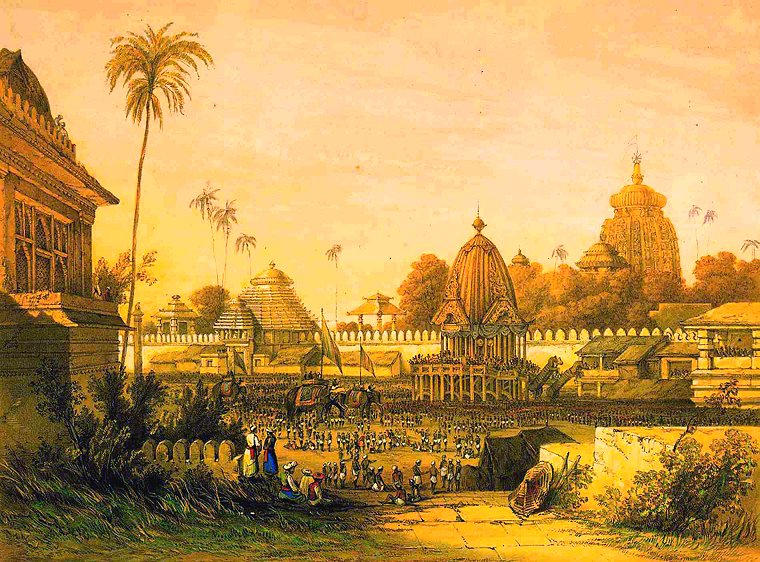
Målning av Ratha Yatra-festivalen i Puri i Indien utförd av James Fergusson.

Fergusson ägnade sig först åt handelsyrket och vistades någon tid såsom affärsman i Indien, där han under vidsträckta resor gjorde sig förtrogen med äldre indisk byggnadskonst. Den första frukten av dessa studier var hans Illustrations of the rock-cut temples of India (1845). Därefter följde en mängd, likaledes av honom själv illustrerade arbeten, däribland Historical inquiry into the true principles of beauty in art (1848), 1:a delen av ett tilltänkt stort arbete över den gamla konsten. Det material, som Fergusson samlat till detta, använde han sedan för sin Illustrated handbook of architecture (I, II, 1855; ny upplaga i 3 band 1865-1867, innefattande även den 1862 separat utgivna History of the modern styles of architecture). 
Vidare utgav han The holy sepulchre and the temple at Jerusalem (1865; omarbetning av en skrift från 1861), History of architecture in all countries (2:a upplaga i 4 band, 1873-1876, tillökad med en History of indian and eastern architecture, i sin helhet ett synnerligen gediget och högt uppskattat arbete), Tree and serpent worship; or, illustrations of mythology and art in India etc. (1868), Rude stone monuments in all countries (1872) samt, i förening med J. Burgess, The cave temples of India (1880). Fergusson författade även flera utmärkta skrifter i fortifikationsväsendet, bland annat Essay on a proposed new system of fortification (1849), vari han med först långt senare uppskattad framsynthet betonade jordverks företräde framför murade befästningsanläggningar.